# Inna
Elena Alexandra Apostoleanu, művésznevén Inna (Mangalia, 1986. október 16. –) román énekesnő. 

## Pályafutása
Karrierjét 2008-ban kezdte Hot című albumával. A lemez elkészítésében segítséget nyújtott a Play and Win román producercsoport. Bemutatkozó albumáról elsőként a Hot című szám, Európa szerte nagy sikert aratott. Románián kívül, Kelet-Európa több országában illetve Spanyolországban is a slágerlisták élére került.
Első stúdióalbumáról, még négy maxi jelent meg: Love, Déjà Vu, Amazing, valamint a 10 Minutes című felvételek, mind jól teljesítettek a slágerlistákon. A 2009-es romániai MTV Music Awardson Inna megnyerte a „Legjobb Tánc”, a „Legjobb új előadó” és a „Legjobb Show” kategóriát, valamint a  Border Breakers Awards-ot. A YouTube internetes videómegosztó portálra felrakott videói nézettsége elérte a 160 milliót, ezzel Inna lett a legtöbbet megtekintett román előadó az interneten. A nagy sikerek után Inna új lemezkiadóval írt alá szerződést, az Ultra Records lemezcéggel, hogy dalait a tengerentúlon és az Egyesült Királyságban is népszerűsíthesse. 2011-ben kiadta második albumát I Am the Clubrocker címmel. Az első kislemez a Sun is Up még az albumot megelőzve 2010-ben jelent meg. A szám jól szerepelt a listákon, többek között Magyarországon is. Ez volt Inna negyedik száma amely Top-10-be került a Mahasz Dance Top 40 listáján.
Inna több százezer kislemezt adott el csak az Egyesült Királyságban. Paul Lester, a brit The Guardian napilap riportere „Románia legsikeresebb exportjának” nevezte.

## Diszkográfia

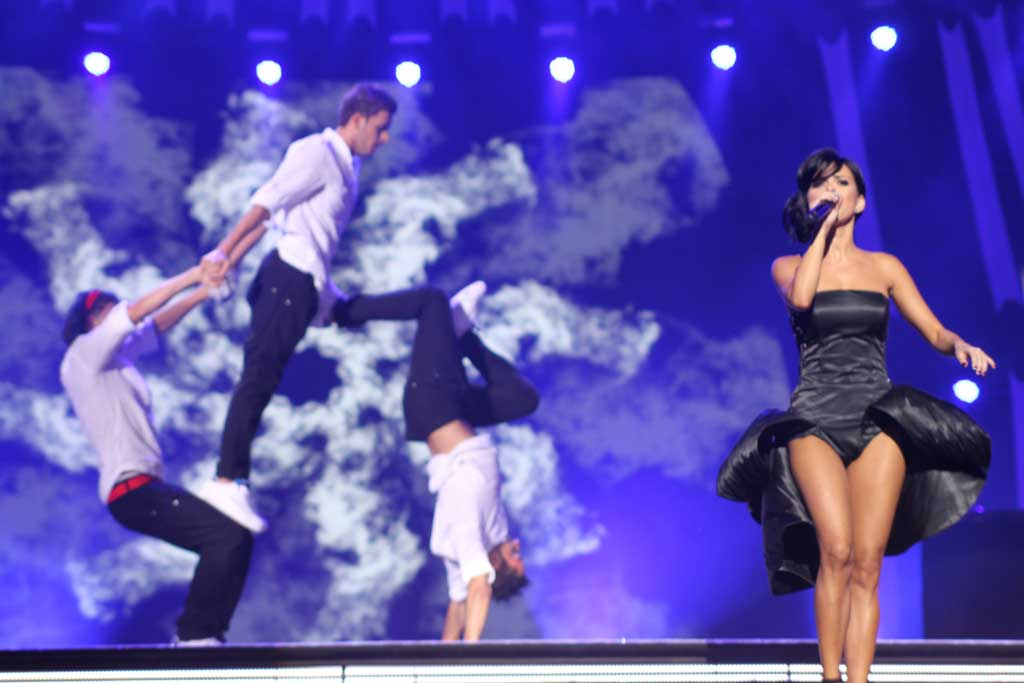
Inna a Sopot Fesztiválon 2009-ben

### Albumok
| Év   | Adatok                                                  | Listás helyezések | Listás helyezések | Listás helyezések | Listás helyezések | Listás helyezések | Listás helyezések | Listás helyezések | Listás helyezések | Minősítések |
| Év   | Adatok                                                  | ROM               | AUT               | FRA               | GER               | NLD               | SWI               | UK                | HUN               | Minősítések |
| ---- | ------------------------------------------------------- | ----------------- | ----------------- | ----------------- | ----------------- | ----------------- | ----------------- | ----------------- | ----------------- | ----------- |
| 2009 | Hot - Formátum: CD, digitális letöltés                  | 8                 | -                 | 9                 | -                 | 68                | 57                | 32                | 19                |             |
| 2011 | I Am the Club Rocker - Formátum: CD, digitális letöltés | -                 | -                 | 23                | -                 | -                 | -                 | -                 | -                 |             |
| 2013 | Party Never Ends - Formátum: CD, digitális letöltés     | -                 | -                 | -                 | -                 | -                 | -                 | -                 | -                 |             |

### Kislemezek
| Év   | Adatok                    | Listás helyezések | Listás helyezések | Listás helyezések | Listás helyezések | Listás helyezések | Listás helyezések | Listás helyezések | Listás helyezések | Listás helyezések | Minősítések | Album                |
| Év   | Adatok                    | ROM               | AUT               | FRA               | GER               | NLD               | SWI               | UK                | HUN               | HUN Dance         | Minősítések | Album                |
| ---- | ------------------------- | ----------------- | ----------------- | ----------------- | ----------------- | ----------------- | ----------------- | ----------------- | ----------------- | ----------------- | ----------- | -------------------- |
| 2008 | "Hot"                     | 5                 | -                 | 6                 | 80                | 2                 | 17                | 6                 | 4                 | 1                 |             | Hot                  |
| 2009 | "Love"                    | 4                 | -                 | -                 | 76                | 12                | -                 | -                 | 9                 | 1                 |             | Hot                  |
| 2009 | "Déjà Vu"feat. Bob Taylor | 7                 | 25                | 6                 | -                 | 7                 | 27                | 60                | -                 | 12                |             | Hot                  |
| 2009 | "Amazing"                 | 1                 | 53                | 2                 | 36                | 14                | 10                | 14                | 38                | 11                |             | Hot                  |
| 2010 | "10 Minutes"              | 18                | 8                 | -                 | -                 | 18                | -                 | -                 | -                 | 5                 |             | Hot                  |
| 2010 | "Sun is Up"               | 2                 | 33                | 2                 | 26                | 9                 | 3                 | 15                | -                 | 6                 |             | I Am the Club Rocker |
| 2011 | "Club Rocker"             | 42                | 14                | 32                | 55                | 79                | 64                | -                 | -                 | -                 |             | I Am the Club Rocker |
| 2011 | "Un Momento"              | 12                | -                 | 42                | -                 | -                 | -                 | -                 | -                 | -                 |             | I Am the Club Rocker |
| 2011 | "Endless"                 | 5                 | -                 | -                 | -                 | -                 | -                 | -                 | -                 | -                 |             | I Am the Club Rocker |
| 2012 | "WOW"                     | 76                | -                 | -                 | -                 | -                 | -                 | -                 | -                 | -                 |             | I Am the Club Rocker |